# Alejandro Hernández (Fußballspieler)
Alejandro Hernández Pat (* 11. März 1948 in Mexiko-Stadt) ist ein ehemaliger mexikanischer Fußballspieler, der meistens im Mittelfeld agierte.  

## Laufbahn
Hernández stand von 1968 bis 1973 beim Club León unter Vertrag, mit dem er in den Spielzeiten 1970/71 und 1971/72 zweimal in Folge den mexikanischen Pokalwettbewerb und den Supercup gewann und in der darauffolgenden Saison 1972/73 Vizemeister der mexikanischen Liga wurde. 
1972 nahm er mit Mexiko am Fußballturnier der Olympischen Sommerspiele teil. 

## Erfolge
- Mexikanischer Pokalsieger: 1971, 1972
- Mexikanischer Supercup: 1971, 1972